# Аппер-Дентон
Аппер-Дентон (англ. Upper Denton) — небольшая деревня и община на севере графства Камбрия (Англия). Население составляет менее 100 человек по данным переписи 2011 года.

## Достопримечательности
В Аппер-Дентоне есть достопримечательности, занесенные в Список национального наследия Англии.
Через территорию общины проходит Вал Адриана — пересекающее всю Северную Англию оборонительное укрепление длиной 117 км, построенное римлянами при императоре Адриане в 122—128 годах для предотвращения набегов пиктов и бригантов с севера. Это наиболее выдающийся памятник античности в Великобритании. Сохранившаяся часть вала составляет около 200 метров в длину и достигает 2 метров в высоту, представляя собой облицованную известковистым песчаником стену с заполненными щебнем пустотами.
Среди достопримечательностей города выделяется также церковь св. Кутберта построенная в начале XII века. Церковь была построена из камней различных римских строений, включая алтарную арку перенесенную в Аппер-Дентон из развалин римской крепости Банна, расположенных всего в 1 км к северу через реку Эртинг.
Аппер-Дентон расположен на древней римской дороги Стангейт, которая шла от Корбриджа (Кориа) до Карлайла (Лугувалиум). Часть дороги когда-то была распахана, поэтому было принято решение о её реконструкции, сейчас это одно из важных туристических мест региона.
Среди достопримечательностей деревни выделяют несколько зданий построены из камня, взятого из вала Адриана, одно здание внесенное в список памятников архитектуры и железнодорожный мост, построенный из камня и кирпича для железнодорожной компании Ньюкасла и Карлайла. Мост состоит из единственной высокой узкой арки и имеет парапет со скошенным перекрытием.

## Галерея

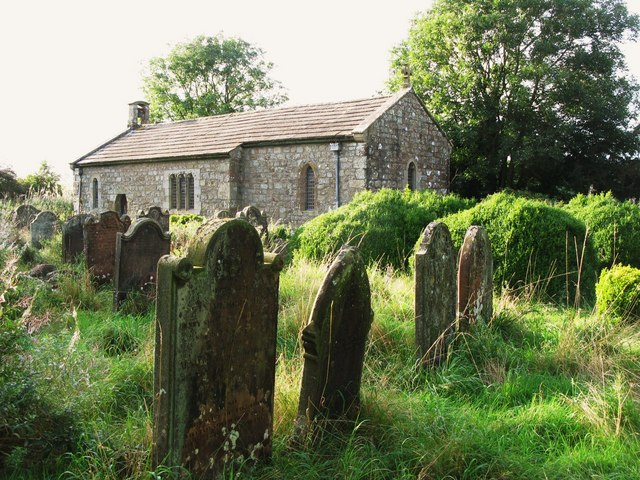
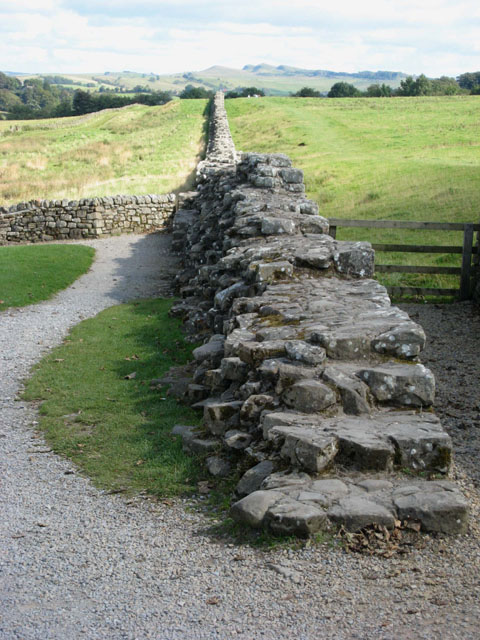
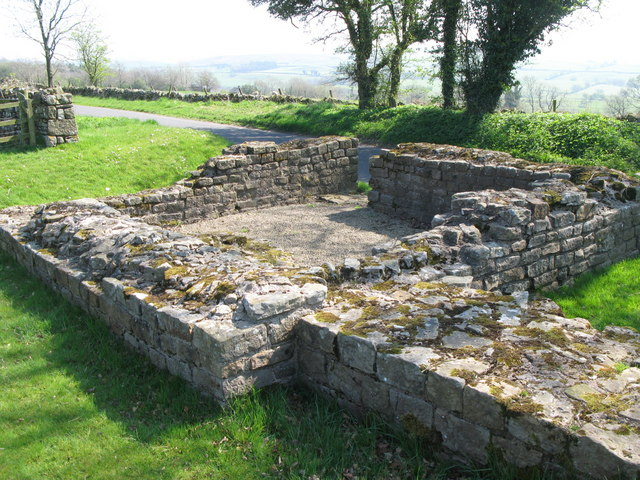
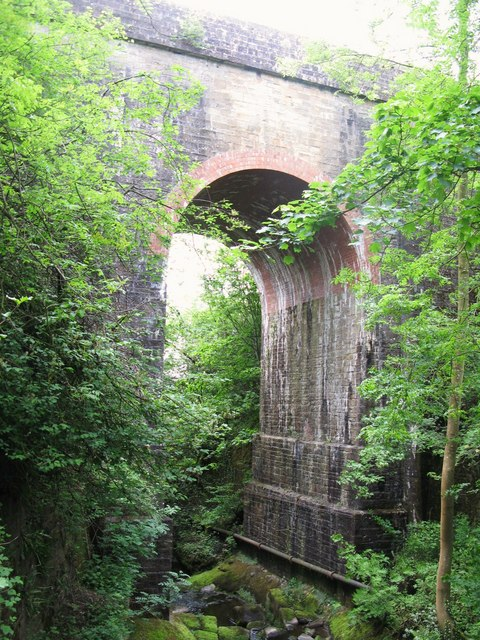
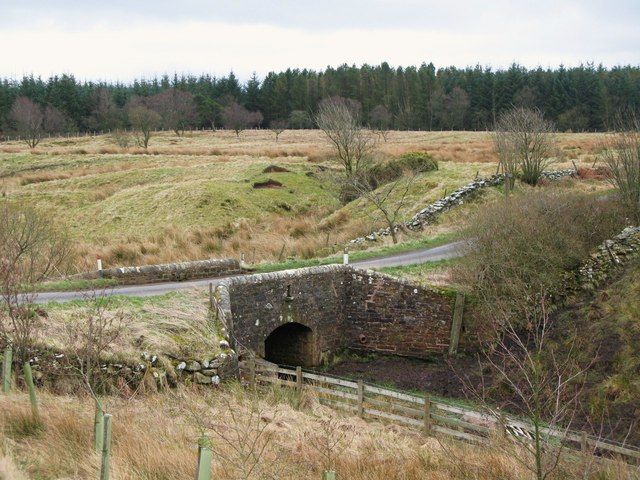
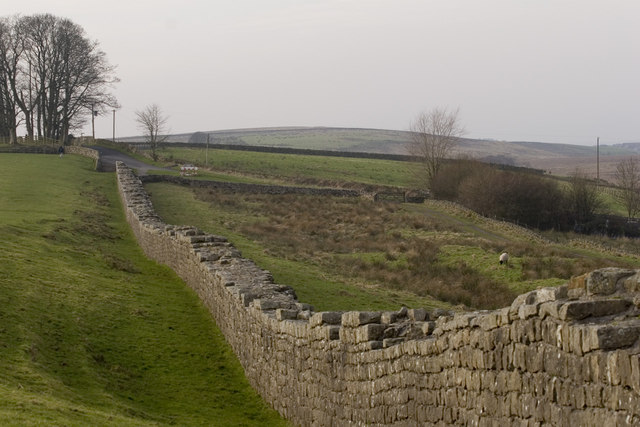
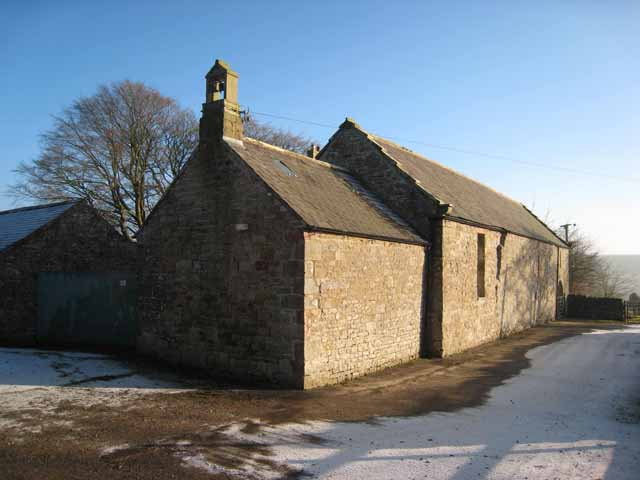
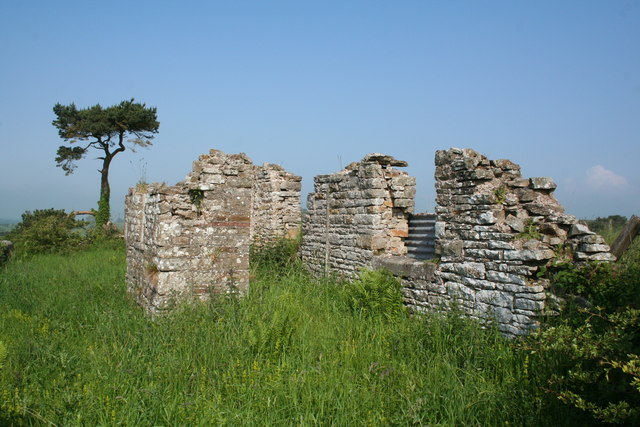